# Diodonopsis pygmaea
Diodonopsis pygmaea är en orkidéart som först beskrevs av Friedrich Fritz Wilhelm Ludwig Kraenzlin, och fick sitt nu gällande namn av Alec M. Pridgeon och Mark W. Chase. Diodonopsis pygmaea ingår i släktet Diodonopsis och familjen orkidéer. Inga underarter finns listade i Catalogue of Life.